# Руд, Стив
Стив Руд (англ. Steve Rude; род. 31 декабря 1956) — американский художник комиксов.

## Ранние годы
Стив Руд родился 31 декабря 1956 года в Мадисоне. Учился в Школе искусств и дизайна Милуоки, Висконсинском университете и Техническом колледже Мадисона.

## Карьера
В 1981 году Руд и сценарист Майк Барон создали серию комиксов Nexus. Стив разработал множество характерных инопланетных рас для проекта. В серии было восемьдесят выпусков, хотя Руд не рисовал их все.

## Награды
В 1984 году Руд получил премию Russ Manning Outstanding Newcomer Award. В 1986, 1988 и 1991 годах Стив выиграл такие награды, как Kirby Award, Eisner Award и Harvey Award соответственно, в категории «Best Artist». Также в 1988 году он получил премию Inkpot Award.

## Работы

### Capital Comics
- Nexus #1-3 (1981—1982)
- Nexus vol. 2 #1-6 (1983—1984)

### Comico
- Comico Christmas Special #1 (4 страницы) (1988)
- Jonny Quest #4 (1986)
- Space Ghost #1 (1987)

### Dark Horse Comics
- Dark Horse Presents #138 (The Moth) (1998)
- Dark Horse Presents vol. 3 #12-15, 18, 23-26, 29-34 (2012—2014)
- The Moth #1-4, Special #1 (2004)
- Nexus #89-98 (1996—1997)
- Nexus: Alien Justice #1-3 (1992—1993)
- Nexus Meets Madman #1 (1996)
- Nexus: The Origin #1 (1992)
- Nexus: The Wages of Sin #1-4 (1995)
- San Diego Comic Con Comics #1 (1992)

### DC Comics
- Adventures of Superman vol. 2 #17 (2014)
- Batman #400 (1 страница) (1986)
- Batman Black and White Vol. 2 HC (2002)
- Before Watchmen: Dollar Bill #1 (2013)
- Fanboy #6 (1999)
- History of the DC Universe HC (1 страница) (1988)
- The Incredible Hulk vs. Superman #1 (1999)
- Legends of the DC Universe #14 (Jimmy Olsen) (1999)
- Mister Miracle Special #1 (1987)
- New Gods Secret Files #1 (1 страница) (1998)
- Tales of the Teen Titans #48 (1984)
- Who's Who in the DC Universe #16 (2 страницы) (1992)
- Who’s Who: The Definitive Directory of the DC Universe #3, 10, 18, 25 (1985—1987)
- Wonder Woman vol. 2 #200 (1 страница) (2004)
- World’s Finest #1-3 (1990)

### First Comics
- E-Man vol. 2 #7 (1 страница) (1983)
- Grimjack #6 (1985)
- Munden’s Bar Annual #1 (1988)
- Nexus vol. 2 #7-22, 24-28, 33-36, 39-42, 45-50, 52-55, 58-60, 78 (1985—1991)
- The Next Nexus #1-4 (1989)

### Image Comics
- Phantom Force #2 (1994)

### Marvel Comics
- Captain America: What Price Glory #1-4 (2003)
- Fantastic Four vol. 3 #50 (2002)
- Fantastic Four: The World’s Greatest Comics Magazine #12 (2002)
- Heroes for Hope Starring the X-Men #1 (2 страницы) (1985)
- Marvel Fanfare #45 (1 страница) (1989)
- Official Handbook of the Marvel Universe #14 (1984)
- Official Handbook of the Marvel Universe vol. 2 #17 (1987)
- Spider-Man: Lifeline #1-3 (2001)
- Thor: Godstorm #1-3 (2001—2002)
- X-Men:Children of the Atom #1-3 (1999—2000)

### Rude Dude Productions
- The Moth Special Edition #1 (2008)
- Nexus, FCBD 2007 #1 (2007)
- Nexus: Space Opera #1-4 (2007—2009)

### Valiant Comics
- Magnus, Robot Fighter / Nexus #1-2 (1993—1994)